# El Ordial
El Ordial es un municipio y localidad española de la provincia de Guadalajara, en la comunidad autónoma de Castilla-La Mancha. El término municipal, ubicado en la comarca de la Sierra Norte, tiene una población de 36 habitantes (INE 2024) e incluye también el núcleo de La Nava de Jadraque. Descansa a los pies de la sierra del Alto Rey, una de las estribaciones montañosas orientales del Sistema Central. En el término se hallan los despoblados de Las Casas de Abajo y de Valdecasillas. Antiguamente, también incorporó a Aldeanueva de Atienza. El municipio tiene una superficie de 29,98 km². Este municipio estuvo al borde de la desaparición debido al éxodo rural y al envejecimiento de su población durante la segunda mitad del siglo XX. Pero sus habitantes se organizaron y crearon la Asociación de Vecinos de San Sebastián y la Asociación Cultural de los Jabalines de El Ordial consiguiendo revertir dicha situación.

## Toponimia
El origen del topónimo de El Ordial es incierto y puede tener varias raíces lingüísticas. Algunos estudiosos sugieren que puede derivar del término prerromano urdi, que significa avellana o conjunto de avellanos, o del término vasco urri, que también significa avellana. Otros sugieren que la forma ordo, que significa llano en vascuence, podría estar relacionada con el origen del topónimo. También se ha propuesto que el nombre podría referirse a un campo de centeno  o cebada, derivado del latín hordeum. Además, otros autores han sugerido que podría estar relacionado con la serie -ur-, que se emplea en ligur para formar hidrónimos, o con el término ord, que significa mazo o martillo, aplicado metafóricamente a montañas como en Orduña (Vizcaya).

## Geografía

### Localización
El término municipal de El Ordial se encuentra situado en el noroeste de la provincia de Guadalajara, en plena comarca de la Sierra, al pie de la Sierra del Alto Rey. Dista 70 km de Guadalajara y 130 km de Madrid. La única vía de comunicación de la localidad es la GU-151 que lo comunica hacia el sur con Arroyo de Fraguas y con la CM-1006 y hacia el norte con Aldeanueva de Atienza y sus ramificaciones con el resto de carreteras provinciales y regionales del entorno de la Sierra del Alto Rey. Es parte del Parque Natural de la Sierra Norte de Guadalajara.
Limita geográficamente al norte con Aldeanueva de Atienza, al sur con Arroyo de las Fraguas, al este con Bustares y Navas de Jadraque y al oeste con La Huerce. El pueblo habitado se encuentra a una altitud de 1176 m sobre el nivel del mar. Limita con los términos municipales de La Huerce, Aldeanueva de Atienza, Bustares, Arroyo de las Fraguas y Las Navas de Jadraque
El término municipal presenta un relieve variado donde contrasta una amplia zona de suaves pendientes, donde se ubica la población y que ocupa la mayor parte del territorio, con zonas montañosas al norte y depresiones acentuadas hacia los cauces de los arroyos en la zona sur del término. La altitud media del término municipal es de 1 230 metros, variando de entre los 1 112 del Río Cristóbal, y los 1 823 metros del pico Mojón Cimero, al norte del municipio. Las pendientes predominantes están en torno al 6 % en la zona de llanura, llegando a alcanzar hasta el 30 % en zonas de montañas aunque en general la pendiente media en estas zonas está en el 10 %.
La red hidrológica principal que recorre el territorio de su término municipal consiste en el río Cristóbal, afluente del río Bornova, denominado río Riatillo a partir de la afluencia de los arroyos de los Chozos y Fuentelascasas. El resto de vías fluviales son una serie de arroyos (el Chorrillo, Majahondo, las Chorreras, Chortalvelloso, la Escampilla y la Fragüela) y torrenteras de importancia menor.

### Climatología
El Ordial presenta características propias del clima de la Meseta Central, de tipo continental, contrastando los veranos calurosos y secos con los inviernos fríos y húmedos. Los meses más secos son los de julio, agosto y septiembre, siendo los más lluviosos los de febrero, abril y noviembre.
Las temperaturas máximas se alcanzan en los meses de julio y agosto cuando se llega a los 35 °C; y las temperaturas  mínimas se dan en enero y febrero con hasta los -12 °C ocasionalmente. La temperatura media anual ronda los 12 °C.
La media de precipitaciones es de 725 litros/m2 anuales. La humedad relativa media anual es de 12 %. La dirección dominante de los vientos es suroeste.

## Historia

### Protohistoria y Edad Antigua
Las montañas de la sierra de Ayllón, donde se encuentra El Ordial, han sido pobladas desde tiempos ancestrales. Tribus de Arévacos por el este, vacceos por el norte y carpetanos por el sur, a los que siguieron celtas y celtíberos poblaron los valles de la sierra atraídos por la caza y las posibilidades ganaderas, también por lo escondido de esas zonas montañosas que facilitaron la supervivencia entre los pueblos vecinos.
La presencia romana, partiendo del Mediterraneo, alcanza el interior en loa siglos III o II a. C.. La crisis del Imperio en el siglo III mueve a la población regional a agruparse en las grandes villas latifundistas localizadas en las zonas de Riaza, Atienza y Cogolludo, en régimen económico autárquico. Sin embargo, los pobladores del macizo de Ayllón, debido al aislamiento de la zona, prácticamente continuaron con su habitual vida y economía. El asentamiento de los visigodos en el siglo VI en la península ibérica, que continúan con las estructuras feudales del Bajo Imperio romano, no afectaría a la forma de vida ni al asentamiento poblacional en la sierra de Ayllón, permaneciendo así hasta la llegada de los musulmanes a la península ibérica en el siglo VIII.

### Edad Media
Durante los primeros siglos de dominio musulmán se mantuvieron las prácticas pastoriles y ganaderas de la zona hasta el siglo XI, fecha de la llegada de la conquista cristiana al Sistema Central, convirtiéndose así la sierra de Ayllón en frontera entre el reino cristiano de Castilla al norte y el musulmán Taifa de Toledo al sur. El hecho "fronterizo" conlleva a una permanente inestabilidad en toda la sierra (Somosierra, Alto Rey) provocando la despoblación de las montañas de Ayllón y marchando sus gentes tanto a la meseta norte (Castilla) como a la meseta sur .
Durante el periodo final de al-Ándalus, entre los núcleos más importantes de los cercanos al municipio de El Ordial, que formaba parte del sector oriental de la Marca Media de al-Ándalus, se encontraban entre otros los de Atienza, Sigüenza, Castejón de Henares, Jadraque o Hita. Estos emplazamientos llegaron a constituir en ocasiones auténticas fortalezas. En la cercana localidad de Membrillera se encuentran los restos de una torre de vigilancia de origen musulmán —«La Casilla de los Moros»— que domina la orilla izquierda del río Bornova. En el actual y cercano término municipal de Gascueña de Bornova se erigía el llamado «Castelpelayo», un torreón de vigilancia musulmán, que constituía otro punto de defensa del valle del Bornova.

Las comunidades de villa y tierra fueron la forma de organización de los territorios «reconquistados» en la Extremadura castellana

El territorio fue reconquistado por Alfonso VI en 1085 con la toma del castillo de Atienza, que coincidió con la conquista de Toledo. El territorio en el que se incluiría la aldea de El Ordial formó parte inicialmente de la comunidad de villa y tierra de Atienza. Más adelante este alfoz fue perdiendo territorio, desgajándose nuevos comunes como el de Jadraque, con un amplio alfoz que se dividió en dos sexmos, el del Henares y el del Bornova, que tenía el límite meridional en Gascueña de Bornova y en el que se integraron la mayor parte de pueblos de la serranía que pertenecieron a Atienza, entre ellos El Ordial. 
La última ofensiva musulmana que llegó a afectar a la zona de la sierra norte de Guadalajara fue la de los almohades a finales del siglo XII. Desde ese momento en adelante la zona de conflicto se movió considerablemente al sur.

### Edad Moderna y Edad Contemporánea
El Ordial junto con el resto del señorío de Jadraque y sus amplios dominios, son entregados en 1434 por el rey Juan II y su esposa la reina María de Aragón como dote de boda a su aya María de Castilla y Salazar y su camarero Gómez Carrillo.
Posteriormente, el señorío fue heredado por Alfonso Carrillo de Acuña, quién en 1469 realiza un trueque con Pedro González de Mendoza conocido como el Cardenal Mendoza, obispo de Sigüenza y Gran Canciller de Isabel la Católica. Hereda la tierra de Jadraque su hijo Rodrigo Díaz de Vivar y Mendoza, pues se creían descendientes directos del Cid Campeador. Más tarde, y tras su participación en la guerra de Granada, la reina Isabel la Católica le concede el título de Marqués de Cenete, y posteriormente el de Conde del Cid por su matrimonio con Leonor de la Cerda, hija del Duque de Medinaceli.
Tras su hija Mencía de Mendoza, el señorío de Jadraque, en el siglo XVI, se incorpora a los dominios de los Duques del Infantado, rama principal de la Casa Mendoza, hasta su disolución a principios del siglo XIX. 
En las Relaciones Topográficas de Felipe II de 1581 se describe a "El Hurdial" como un lugar de sierra y en tierra poco llana, rasa, montuosa y áspera, con entre 15 y 20 vecinos. Ubicado en una zona de mucha leña y poca caza de liebres, conejos y perdices. Además de ser tierra de poca labranza y de cría de algunos ganados. Las casas son de piedra y barro. La iglesia ya entonces estaba dedicada a San Sebastián. Se hace referencia también a una pequeña ermita dedicada a San Martín entre los términos de El Ordial y Bustares.
A mediados del siglo XIX, el lugar tenía contabilizada una población de 80 habitantes.. La localidad aparece descrita en el tomo 12 del Diccionario geográfico-estadístico-histórico de España y sus posesiones de Ultramar de Pascual Madoz, editado en 1849, de la siguiente manera y adaptado sin abreviaturas:

ORDIAL (EL): lugar con ayuntamiento en la provincia de Guadalajara (40 leguas), Partido judicial de Atienza (4), Audiencia Territorial de Madrid (20), Capitanía General de Castilla la Nueva, diócesis de Sigüenza (8). SITUADO en llano, al pie de la sierra de Alto-Rey, con libre ventilación y CLIMA frío; las enfermedades mas comunes son reumas. Tiene 48 CASAS; la consistorial con habitación para cárcel, y escuela de instrucción primaria a cargo de un maestro dotado con media fanega de trigo por vecinos; una iglesia parroquial (San Sebastián) y un paseo arbolado en el centro de la población. TÉRMINO: confina con los de Aldeanueva, Bustares, Las Navas y Umbralejo: el TERRENO, fertilizado por un pequeño riachuelo, es de mediana calidad; a la parte, del SUR. hay un monte encinar, y en todas direcciones lo hay de brezo y estepa. CAMINOS: los locales y el de carruaje, que dirige a Cogolludo, en donde se recibe y despacha el CORREO. PRODUCCIÓN: centeno, patatas, algo de hortaliza, leñas de combustible y yerbas de pasto y siego, con las que se mantiene ganado lanar, cabrío y vacuno; hay caza de perdices, liebres, conejos y chochas, y pesca de truchas, INDUSTRIA: la agrícola y el carboneo. COMERCIO: exportación de algún ganado y carbón, e importación de los artículos que faltan, POBLACIÓN: 28 vecinos, 80 almas. CAPITAL PRODUCTOR: 590 000 reales IMPONIBLE: 35 400 CONTRIBUCIÓN: 4,462.
(Madoz, 1849, p. 300)

## Demografía
El Ordial cuenta con una población de 36 habitantes (INE 2024).
| Gráfica de evolución demográfica de El Ordial entre 1842 y 2021 |
| |
| Población de derecho según los censos de población del INE Población de hecho según los censos de población del INEEntre el censo de 1857 y el anterior, crece el término del municipio porque incorpora a La Nava de Jadraque |

A partir de la segunda mitad del siglo XX y coincidiendo con el fenómeno del desarrollismo el municipio comenzó, al igual que el resto de pueblos del entorno, un descenso poblacional debido al éxodo rural hacia las ciudades, al envejecimiento de la población y al descenso de la natalidad. Sin embargo, en las últimas décadas del siglo XX y las primeras del XXI el creciente descenso de la población se ha conseguido frenar aunque no revertir. 
Esto ha venido motivado principalmente por la mejora de los servicios y las comunicaciones, por la lucha del asociacionismo local por el mantenimiento del pueblo y también por el retorno de los emigrados y por los hijos y nietos de estos que tienen el municipio como lugar de segunda residencia. Es por esto que en época estival la población se multiplica exponencialmente. Se estima que en 2011 la población estacional rondó los 205 habitantes.

## Economía
Este municipio no tiene industria, sólo cuenta con ganadería de caprino y bovino. También se encuentra cerca de la reserva nacional de caza de Sonsaz, en la que se pueden encontrar jabalíes, corzos, tejones, liebres, conejos y perdices.
El gobierno nacional pretende poner en marcha la promoción de una bioeconomía basada en los servicios de los ecosistemas forestales en las áreas protegidas para impulsar la creación de un paisaje heterogéneo y diverso en el Parque Natural de la Sierra Norte de Guadalajara. Esto permitirá el desarrollo de una bioeconomía basada en la conservación del patrimonio natural y cultural a través del diseño e implementación de un paisaje forestal en mosaico, la puesta en valor de los servicios ecosistémicos que este mosaico proporciona, la captación de financiación que permita compensar los costes de gestión que supone el mantenimiento en buen estado de los ecosistemas forestales, y el apoyo a las iniciativas de emprendimiento ligadas a estos servicios ecosistémicos.
El concepto de deuda viva contempla solo las deudas con cajas y bancos relativas a créditos financieros, valores de renta fija y préstamos o créditos transferidos a terceros, excluyéndose, por tanto, la deuda comercial. En 2008 la deuda viva alcanzaba los 32 mil euros y en 2021, los 103 mil. La deuda viva municipal por habitante en 2021 ascendía a 2 783,73 €.

## Administración
En virtud del artículo 179 de la Ley Orgánica del Régimen Electoral General el ayuntamiento de El Ordial cuenta con tres concejales. En las elecciones municipales de 2019 el PSOE obtuvo la victoria electoral imponiéndose al PP. El actual alcalde es Bernardino Domingo Escribano, del PSOE. Su predecesor fue José Núñez.
| Alcalde                      | Inicio del mandato | Fin del mandato | Partido         |
| Víctor Núñez Domingo         | 1987               | 1991            | Alianza Popular |
| Bernardino Domingo Escribano | 1991               | 2015            | PSOE            |
| José Núñez Núñez             | 2015               | 2019            | PSOE            |
| Bernardino Domingo Escribano | 2019               | 2023            | PSOE            |
| Bernardino Domingo Escribano | 2023               |                 | PSOE            |

| Partido político            | 2023  |            | 2019  | 2019       | 2015  | 2015       | 2011  | 2011       | 2007  | 2007       | 2003  | 2003       | 1999  | 1999       | 1995  | 1995       | 1991  | 1991       | 1987  | 1987       | 1983  | 1983       | 1979  | 1979       |
| Partido político            | Votos | concejales | Votos | Concejales | Votos | Concejales | Votos | Concejales | Votos | Concejales | Votos | Concejales | Votos | Concejales | Votos | Concejales | Votos | Concejales | Votos | Concejales | Votos | Concejales | Votos | Concejales |
| PSOE                        | 17    | 2          | 17    | 2          | 19    | 3          | 22    | 3          | 26    | 1          | 38    | 1          | 34    | 1          | 30    | 1          | 18    | 1          |       |            |       |            |       |            |
| Partido Popular             | 13    | 1          | 8     | 1          | 8     | 0          | 5     | 0          | 11    | 0          | 11    | 0          | 10    | 0          | 9     | 0          | 15    | 0          |       |            |       |            |       |            |
| Alianza Popular             |       |            |       |            |       |            |       |            |       |            |       |            |       |            |       |            |       |            | 38    | 1          | 23    | 5          |       |            |
| Unión de Centro Democrático |       |            |       |            |       |            |       |            |       |            |       |            |       |            |       |            |       |            |       |            |       |            | 15    | 5          |

En el ámbito judicial El Ordial pertenece junto a otros 70 municipios al partido judicial de Sigüenza. En 2012 el Consejo General del Poder Judicial, argumentando una optimización de la administración, propuso la posible disolución de este partido para agruparlo en el de Guadalajara o en el de Molina de Aragón.
Al no disponer del juzgado de primera instancia en su término municipal, y tal como indica el artículo 99 de la Ley Orgánica 6/1985, de 1 de julio, del Poder Judicial, el municipio dispone de un juzgado de paz. El juzgado de paz está presidido por Paulino Núñez Núñez.
El municipio está integrado en la mancomunidad Alto Rey, asociación de 20 municipios del entorno de la sierra y con una población aproximada de 1 260 habitantes. La mancomunidad tiene competencias delegadas por los ayuntamientos con el objeto de prestar un servicio conjuntamente para todos sus miembros, como son la recogida de residuos sólidos o servicios de desbroce.

## Patrimonio

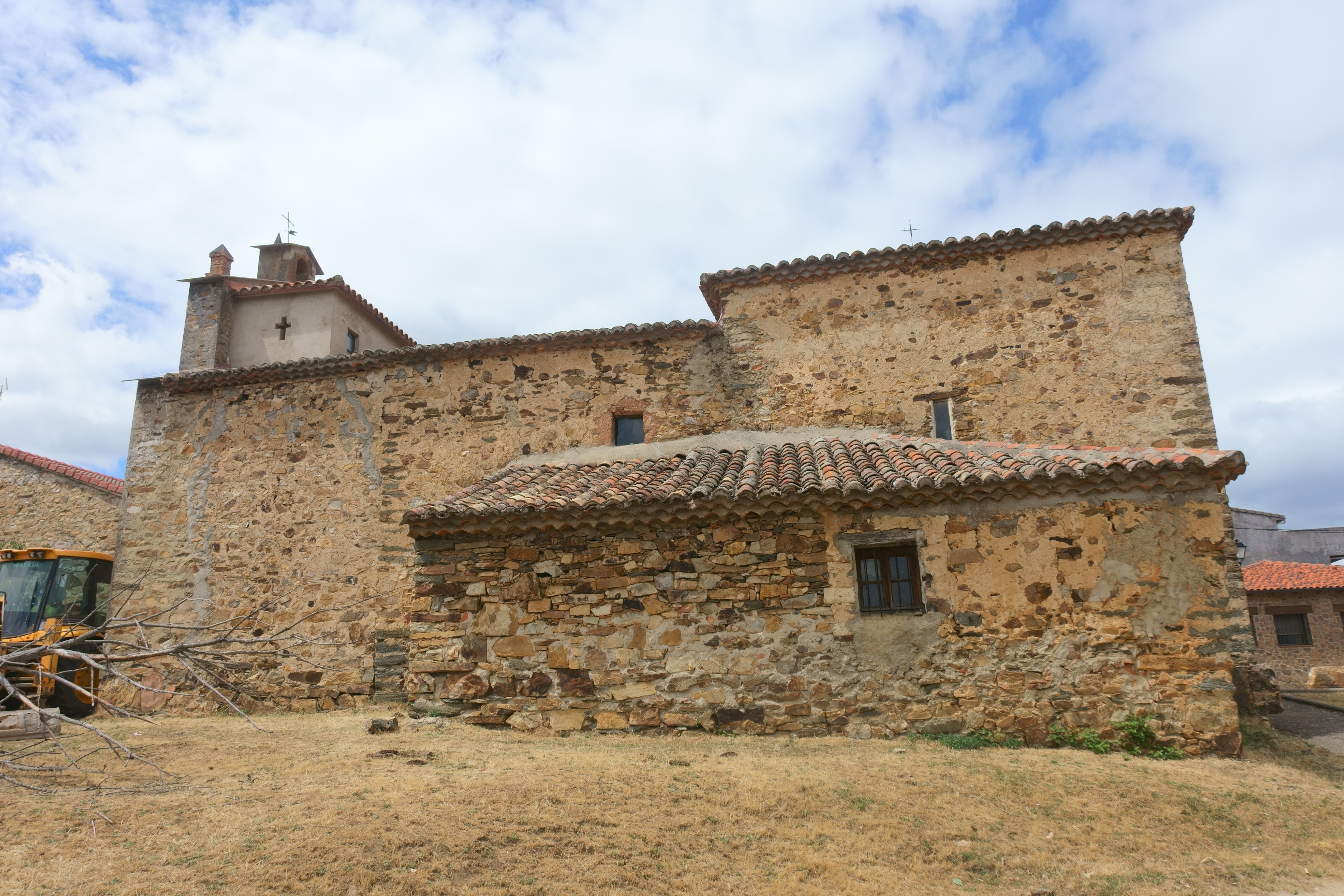
Iglesia de San Sebastián

La iglesia parroquial de San Sebastián es un edificio religioso ubicado en el centro del núcleo urbano que representa un ejemplo del románico rural de la Sierra Norte. A pesar de algunas modificaciones en los siglos XVI y XVII, aún conserva la planta original románica del XIII. Está construida con cuarcitas de tonos dorados y pizarra de refuerzo en las esquinas, como muchos otros templos de la zona norte.
El estilo del edificio es más avanzado que el románico, pero se pueden identificar varias características que sugieren su origen medieval. En el lado meridional del exterior se encuentra la puerta de ingreso, protegida por un atrio porticado. La portada de arco de medio punto es sencilla, sin adornos. La espadaña de tradición románica se encuentra sobre la antigua, muy reformada, y cuenta con un vano central que permite la entrada de luz al interior. El cuerpo de campanas tiene dos vanos de medio punto simétricos y uno superior para el campanil.
El interior de la iglesia cuenta con varios elementos interesantes, entre ellos, la pila bautismal ubicada bajo el coro. Se trata de una pila de estilo románico, posiblemente del siglo XIII, similar a otras de pueblos cercanos.

## Fiestas
El patrón de El Ordial es San Sebastián y es en su honor que se celebran las fiestas patronales. Pese a que la festividad del santo es el 20 de enero, los festejos fueron trasladados al sábado más cercano al 20 de agosto.
El primer día de la fiesta, viernes, sobre las diez de la noche, se ronda con guitarras y laúd por las calles con parada en algunas casas concretas. El tono de la jota y los cantares personalizados es una particularidad de esta ronda.
El viernes y el sábado continúa la fiesta hasta las seis. A esa hora, es la ronda de los mozos. Cuando acaba la ronda, se prepara un chocolate, y sobre las siete o siete y media se hace el tradicional Lolailo con el tambor. Esto consiste en ir despertando casa por casa a todos los mozos que se han ido a dormir después de la ronda y, cuando abren la puerta, se entra hasta su cama, con el tambor, se le canta una ronda, se le da chocolate, y se le hace templar un trago de anís. Así hasta que no queda un mozo dormido.
La fiesta presenta unas tradiciones que se han ido perdiendo en los pueblos de los alrededores. Todos los días de las fiestas, los mozos solteros, que previamente han tenido que pagar la cuartilla, tienen que hacer una serie de rondas por el pueblo a las seis de la mañana, después de la procesión, a las tres de la tarde y a las diez de la noche, en donde cantan jotas acompañadas únicamente del tambor. Para los mozos es obligatoria la asistencia a las rondas, ya que si cuando ya han llegado a la plaza no están en ella, deben pagar una multa.
En las fiestas, después de la misa en honor a San Sebastián, se celebra la Subasta del Santo, una subasta de bandos y objetos variados, desde dulces típicos (roscas del santo) y productos agrícolas que los vecinos han cultivado, que suele prolongarse durante más de una hora.
Al día siguiente hay una comida popular para todo el pueblo. El lunes después de las fiestas se celebra el Día de la Caridad, en la que participan solamente los casados, siendo costumbre desde antiguo que no se acercaran niños y solteros a esta celebración. Después de la comida, los casados hacen su ronda y, al terminar, comienzan a tocar seguidillas con el tambor . Al atardecer, bajan por la calle de la Fuente bailando el zarragon y los danzantes, una vez en la plaza, comienzan los bailes de jotas con guitarras y laúdes.  Mientras tanto, los mozos solteros celebran su comida del lunes, la más abundante y copiosa, y se preparan para la celebración del Riego de los Huertos en la que beben vino.